# 글로스터와 에든버러 공작 윌리엄 헨리
글로스터와 에든버러 공작 윌리엄 헨리(Prince William Henry, Duke of Gloucester and Edinburgh, KG, PC, FRS, 1743년 11월 25일 ~ 1805년 8월 25일)는 영국의 왕족이다. 조지 2세의 손자이자 조지 3세의 동생이다.